# Tohir Yoʻldosh
Tohir Yo‘ldosh, né le 2 octobre 1967 en Ouzbékistan et mort le 1er octobre 2009 à Zhob, au Pakistan, est un des fondateurs en 1997 du Mouvement islamique d'Ouzbékistan (MIO) avec Juma Namangani et un des chefs du Mouvement islamique d'Asie centrale.

## Biographie
Originaire de la vallée enclavée de Ferghana, Tohir Yo‘ldosh, aussi connu sous le surnom de Qari Tahir, y fonde le mouvement Adolat (Justice) pendant l'effondrement de l'URSS. C'est surtout la milice d'Adolat qui fait parler d'elle : les membres, ceints d'un brassard vert, traquent et battent les criminels, les prostituées, les alcooliques et les drogués, avant d'essayer d'appliquer la charia dans la vallée.
À la suite de l'indépendance du pays en 1991, le nouveau président Islam Karimov parle dans la vallée à ses concitoyens mais se trouve hué par les membres de la milice de Tohir Yo‘ldosh, et Karimov doit quitter la région. Karimov, de retour à Tachkent interdit la milice Adolat ainsi que tout autre parti puis commence la répression contre tout mouvement d'opposition, Yo‘ldosh fuit le pays pour le Tadjikistan en 1992 où se déroule une guerre civile entre communistes et islamistes.
Yo‘ldosh combat et fait la connaissance de Juma Namangani, également originaire de la vallée de la Ferghana. À la signature du traité de paix au Tadjikistan en 1996, les combattants étrangers rentrent dans leur pays. Yo‘ldosh et Namangani forment le Mouvement islamique d'Ouzbékistan en 1997 mais leur implantation en Ouzbékistan étant faible et leur activité réduite, ils trouvent une base arrière en Afghanistan, alors contrôlé par les Taliban.
Le MIO commence ses activités en février 1999 avec plusieurs attentats à Tachkent. Yo‘ldosh est condamné à mort par contumace par le gouvernement ouzbek, mais le gouvernement afghan prétend ne pas savoir où il est. Le MIO effectue des raids sporadiques dans la vallée de la Ferghana à partir du Tadjikistan et du Kirghizistan. Le MIO souhaite mettre en place un émirat djihadiste en Asie centrale.
Les renseignements sur Tohir Yo‘ldosh et sur le MIO sont vagues, les deux étant de nature très discrète. Il est probable que Tohir Yo‘ldosh s'occupait de l'organisation idéologique et politique de l'IMO alors que, jusqu'à sa mort le 18 novembre 2001, Namangani avait le commandement militaire des troupes. À la mort de Namangani, Yo‘ldosh prend les rênes de l'organisation.
En mars 2004, les troupes pakistanaises mènent une opération dans la région tribale du Waziristan, région frontalière de l'Afghanistan dans le cadre du conflit armé du Nord-Ouest du Pakistan. Les Pakistanais encerclent environ quatre cents combattants et pensent tenir Tohir Yo‘ldosh, protégé par ses troupes, mais il n'en est rien et aucun combattant islamiste ne sera capturé.
Le gouvernement des États-Unis offrait une prime de 5 millions de dollars pour sa capture.

## Décès
Tohir Yo‘ldosh serait mort le 27 août 2009, des suites de blessures occasionnées par l'attaque d'un drone américain au Waziristan du Sud, quelques semaines après le décès de Baitullah Mehsud, émir des Talibans pakistanais. Le 30 septembre 2009, un homme se présentant comme son garde du corps annonce son décès au cours d'un appel téléphonique adressé à Radio Liberty à Prague. Les autorités américaines et l'ISI pakistanais confirment son décès lors d'une frappe d'un RQ-1 Predator américain datée du 27 août.
En août 2010, le Mouvement islamique d'Ouzbékistan reconnaît la mort de son leader. Il est alors identifié sous le nom de Tahir Mohammed. Abu Usman Adil lui succède à la tête du Mouvement islamique d'Ouzbékistan.